# Slovacchia ai Giochi della XXXIII Olimpiade
La Slovacchia ha partecipato ai Giochi della XXXIII Olimpiade, svoltisi a Parigi dal 26 luglio all'11 agosto 2024, con una delegazione di 28 atleti, 14 uomini e 14 donne, in 13 discipline.
I portabandiera alla cerimonia di apertura sono stati Jakub Grigar e Zuzana Paňková.

## Delegazione
| Sport            | Uomini | Donne | Totale |
| ---------------- | ------ | ----- | ------ |
| Atletica leggera | 2      | 4     | 6      |
| Canoa/kayak      | 2      | 2     | 4      |
| Ciclismo         | 1      | 1     | 2      |
| Judo             | 1      | 0     | 1      |
| Lotta            | 1      | 0     | 1      |
| Nuoto            | 1      | 1     | 2      |
| Pugilato         | 0      | 1     | 1      |
| Skateboard       | 1      | 0     | 1      |
| Tennis           | 0      | 1     | 1      |
| Tennistavolo     | 1      | 0     | 1      |
| Tiro con l'arco  | 0      | 1     | 1      |
| Tiro             | 3      | 3     | 6      |
| Vela             | 1      | 0     | 1      |
| Totale           | 14     | 14    | 28     |

## Medagliere
| Riepilogo quotidiano | Riepilogo quotidiano | Riepilogo quotidiano | Riepilogo quotidiano | Riepilogo quotidiano | Riepilogo quotidiano |
| -------------------- | -------------------- | -------------------- | -------------------- | -------------------- | -------------------- |
| Giorno               | Data                 | Oro                  | Argento              | Bronzo               | Totale               |
| 1º                   | 27 luglio            | 0                    | 0                    | 0                    | 0                    |
| 2º                   | 28 luglio            | 0                    | 0                    | 0                    | 0                    |
| 3º                   | 29 luglio            | 0                    | 0                    | 1                    | 1                    |
| 4º                   | 30 luglio            | 0                    | 0                    | 0                    | 0                    |
| 5º                   | 31 luglio            | 0                    | 0                    | 0                    | 0                    |
| 6º                   | 1º agosto            | 0                    | 0                    | 0                    | 0                    |
| 7º                   | 2 agosto             | 0                    | 0                    | 0                    | 0                    |
| 8º                   | 3 agosto             | 0                    | 0                    | 0                    | 0                    |
| 9º                   | 4 agosto             | 0                    | 0                    | 0                    | 0                    |
| 10º                  | 5 agosto             | 0                    | 0                    | 0                    | 0                    |
| 11º                  | 6 agosto             | 0                    | 0                    | 0                    | 0                    |
| 12º                  | 7 agosto             | 0                    | 0                    | 0                    | 0                    |
| 13º                  | 8 agosto             | 0                    | 0                    | 0                    | 0                    |
| 14º                  | 9 agosto             | 0                    | 0                    | 0                    | 0                    |
| 15º                  | 10 agosto            | 0                    | 0                    | 0                    | 0                    |
| Totale               | Totale               | 0                    | 0                    | 0                    | 1                    |

### Per disciplina
| Sport  | Oro | Argento | Bronzo | Totale |
| ------ | --- | ------- | ------ | ------ |
| Canoa  | 0   | 0       | 1      | 1      |
| Totale | 0   | 0       | 1      | 1      |

### Medaglie
| Medaglia | Nome        | Sport | Evento             |
| -------- | ----------- | ----- | ------------------ |
| Bronzo   | Matej Beňuš | Canoa | Slalom C1 maschile |